# Bolesław Dunin-Rzuchowski
Bolesław Dunin-Rzuchowski (także Bolesław Rzuchowski), herbu Łabędź (ur. ? – zm. 1885 w Radziwiłłowie na Wołyniu), ps. B. Dunin – ziemianin i tłumacz literatury niemieckiej.
Ziemianin, posiadający dobra na Wołyniu. Członek korespondent Galicyjskiego Towarzystwa Gospodarskiego (1862-1873).
Miał zainteresowania literackie. W 1855 opiekował się księgozbiorem hrabiego Feliksa Czackiego i Tadeusza Czackiego w Dubnie na Wołyniu. Znany z przekładów znanego moralisty niemieckiego i autora książek dla dzieci i młodzieży Franza Hoffmanna. Przełożył utwory tego autora: Sierota, Brody 1874, Przemytnik, Brody 1875, Nie opuszczaj kraju rodzinnego, Brody 1876, Kochaj bliźniego swego, Brody 1876, Boże Narodzenie. Opowiadanie dla młodych moich przyjaciół, Brody 1877. Korespondował z Józefem Ignacym Kraszewskim.

## Rodzina
Urodził się w rodzinie ziemiańskiej. Syn Ignacego i Anny z Godowskich. Ożenił się w Sielcu 8 lutego 1855 z Barbarą z Duchnowskich.